# Фома Сплитский
Фома Сплитский, Фома Архидиакон (лат. Thomas Archidiaconus Spalatensis, хорв. Toma Arhiđakon, около 1200 — 8 мая 1268, Сплит) — далматинский хронист, архидиакон Сплита c 1230 года. Автор «Истории архиепископов Салоны и Сплита» (лат. Historia Salonitana).

## Биография
Учился в кафедральной школе Сплита, в 1227 году окончил Болонский университет, где изучал право, риторику, грамматику и нотариат, в частности, под руководством известного законоведа Франциска Аккурзия.
В Болонье познакомился со Св. Франциском Ассизским, встреча с которым произвела на него огромное впечатление и позже описана была им в его хронике. По возвращении в Сплит из Италии, сделал церковную карьеру. С 1227 года был нотарием и каноником, с 1230 года — архидиаконом.
Сторонник господства городского патрициата, он последовательно стремился упрочить влияние католичества и поднять авторитет папской власти в далматинских городах, в то же время, выступая за автономию местной епархии от венгерской церкви. В 1234 году одержал в споре по этому поводу победу над архиепископом Венгрии Гунчелло в Перудже, в присутствии папы Григория IX.
В 1239 году активно участвовал в формировании новой городской администрации Сплита, по образцу итальянских городских коммун, пригласив из Анконы Гаргано де Аскиндиса (лат. Gargane de Ascindis) в качестве подесты. Исполнял также обязанности адвоката города Сплита. В 1243 году был избран архиепископом Сплита, но встретил противодействие со стороны сторонников провенгерской партии, и, так и не вступив в должность, в конечном итоге от неё отказался.
Умер 8 мая 1268 года в Сплите, погребён в соборе Св. Франциска.

## Сочинения
Основным историческим сочинением Фомы Сплитского является «История архиепископов Салоны и Сплита» (лат. Historia Salonitana), представляющая собой комбинацию истории, хроники и мемуаров и составленная на латыни не позже 1268 года. События в ней начинаются с римских времён и доведены до 1266 года.
Занимая ответственные церковные и административные посты, Фома Сплитский, в частности, имел доступ к документам архиепископского архива. В своем сочинении он не только изложил историю родного города и его епархии, а также основные события истории Хорватии XII—XIII вв., но и подробно описал ужасы монгольского нашествия на Венгерское королевство в 1241 году, битву на реке Шайо, осаду Сплита в 1242 году войском Кайдана и пр.
Наряду с сочинением магистра Рогерия, исторический труд Фомы Сплитского служит важнейшим источником о ведении монголами войны в Венгрии, а также единственной региональной хроникой своего времени, описывающей вторжение монголов в контексте других событий эпохи. В рамках характерного для средневекового провиденциализма религиозного толкования, осуществляемого посредством образности, автор хроники рассматривает степных завоевателей как орудие божественной кары, сравнивая, в частности, их с чумой или нашествием саранчи. В то же время, в главе «О свойствах татар» он стремится описать завоевателей как можно более объективно и беспристрастно.
Наряду с ценной исторической информацией, хроника Фомы Сплитского содержит немало ошибок и неточностей, а сам он не всегда объективен в своих оценках. Так, он в целом довольно пренебрежительно отзывается о славянах, которых порой отождествляет с готами. Источники хроники точно не установлены, однако информатором его вполне мог быть тот же Рогерий, занимавший в 1249—1266 годах кафедру епископа Сплита, жизнеописание которого составил Фома.

## Публикации
- Фома Сплитский. История архиепископов Салоны и Сплита / Пер., вступ. ст. и комм. О. А. Акимовой. — М.: Индрик, 1997. — 320 c. — (Памятники средневековой истории народов Центральной и Восточной Европы). — ISBN 5-85759-063-9.
- Foma Arhidakon. Kronika. — Split, 1960.